# 许菲利罗什
许菲利罗什（法語：Chuffilly-Roche）是法国香槟-阿登大区阿登省的一个市镇，属于武济耶区阿蒂尼县。该市镇2009年时的人口为75人。

## 人口
许菲利罗什人口变化图示
| 数据来源：INSEE |